# Tyler Boras
Tyler Boras (8 de diciembre de 1982) es un deportista canadiense que compitió en judo. Ganó dos medallas en el Campeonato Panamericano de Judo en los años 2005 y 2006.

## Palmarés internacional
| Campeonato Panamericano | Campeonato Panamericano  | Campeonato Panamericano | Campeonato Panamericano |
| Año                     | Lugar                    | Medalla                 | Categoría               |
| ----------------------- | ------------------------ | ----------------------- | ----------------------- |
| 2005                    | Caguas (Puerto Rico)     | Medalla de oro          | –81 kg                  |
| 2006                    | Buenos Aires (Argentina) | Medalla de plata        | –81 kg                  |